# Jost Langhorst
Jost Langhorst (* 1966) ist ein deutscher Internist und Gastroenterologe. Schwerpunkt seiner Arbeit ist die Erforschung und Anwendung von Methoden der Naturheilkunde und Integrativen Medizin.

## Ausbildung und Berufstätigkeit
Langhorst begann 1987 sein Medizinstudium an der Westfälischen Wilhelms-Universität Münster. Noch vor seinem Abschluss 1994 war er zu Studienaufenthalten in Houston, San Francisco und an der Harvard University in Boston. 1995 promovierte er zum Dr. med. In seiner Dissertation hatte er sich mit der Arztausbildung befasst.
Am Evangelischen Krankenhaus Düsseldorf und am Knappschafts-Krankenhaus in Essen war Langhorst anschließend Assistenzarzt in den Bereichen Innere Medizin, Naturheilkunde und Integrative Medizin. 2002 wurde er Facharzt für Innere Medizin und nach Weiterbildung an der Universitätsklinik Duisburg-Essen 2004 Gastroenterologe. Darüber hinaus erwarb Langhorst die Zusatzbezeichnungen Psychotherapie, Naturheilverfahren, Physikalische Therapie und Balneotherapie. 2004 wurde er Oberarzt am Universitätsklinikum Duisburg-Essen, ab 2011 am Knappschafts-Krankenhaus in Essen für die Bereiche Innere Medizin, Naturheilkunde und Integrative Medizin.
2008 konnte er sich für das Fach Naturheilkunde habilitieren; in Deutschland war das erst die zweite erfolgreiche Habilitation in diesem Fach. Die Universität Duisburg-Essen ernannte Langhorst 2010 zum außerplanmäßigen Professor. Im Januar 2019 wurde er Direktor der neuen Klinik für Integrative Medizin und Naturheilkunde am Klinikum am Bruderwald in Bamberg; seit Januar 2020 besetzt er den Stiftungs-Lehrstuhl für Integrative Medizin und Translationale Gastroenterologie am Bamberger Klinikum, zuvor seit April 2017 in Duisburg-Essen.

## Arbeitsgebiete
Langhorsts Forschung hat zum Ziel, die empirische Basis für Methoden der Naturheilkunde und der Alternativmedizin zu schaffen und damit die Möglichkeit, Leitlinien für ihre Anwendung aufzustellen. Dazu erforscht er Grundsätze und Methoden der Psychosomatik, der Naturheilkunde, traditionellen Medizin und der Pflanzenheilkunde. Besonderes Augenmerk legt er auf ganzheitliche Prävention und Verhaltensmodifikation. Ziel ist eine integrative Medizin als nutzbringende Kombination von alternativen Methoden und Methoden der klassischen Medizin.
Der pathologische Schwerpunkt liegt dabei auf Erkrankungen der Verdauungsorgane wie chronisch-entzündlichen Darmerkrankungen und dem Reizdarmsyndrom.

## Mitgliedschaften (Auswahl)
- Deutsche Gesellschaft für Gastroenterologie, Verdauungs- und Stoffwechselkrankheiten (DGVS)
- Deutsche Morbus Crohn/Colitis ulcerosa Vereinigung (DCCV)
- Deutsche Gesellschaft für Neurogastroenterologie und Motilität (DGNM)
- Deutsche Gesellschaft für Naturheilkunde
- Gesellschaft für Phytotherapie  (GPT)[8]

## Auszeichnungen und Preise
- Klaus-Dieter-Haehn-Dissertationspreis der  Deutschen Gesellschaft für Allgemeinmedizin (DEGAM), 1995
- Lehrpreis der Medizinischen Fakultät der Universität Duisburg-Essen, 2010, 2018
- Innovationspreis der Gesellschaft für Phytotherapie (GPT),[2]
- Forschungspreis für Neurogastroenterologie der Deutschen Gesellschaft für Gastroenterologie, Verdauungs- und Stoffwechselkrankheiten (DGVS), 2019[9]

## Veröffentlichungen
PubMed verzeichnet an die 200 Veröffentlichungen unter Beteiligung von Langhorst. Langhorsts Qualifikationsarbeiten und ein weiteres Buch:
- Praxis- und patientenorientierte Medizinerausbildung vor dem Hintergrund des Paradigmenwechsels in der Humanmedizin. Münster 1995 (Dissertation)
- Multimodale Konzepte zur strukturierten Lebensstilmodifikation in der Therapie vión chronisch entzündlichen Darmerkrankungen. Universität Duisburg-Essen 2008 (Habilitationsschrift)
- Colitis ulcerosa und Morbus Crohn. Naturheilkunde und integrative Medizin. KVC, Essen 2009, ISBN 978-3-933351-89-0 (mit Annette Kerckhoff)